# جانی بازوکاتون
"جانی بازوکاتون" (به انگلیسی: Johnny Bazookatone) یک بازی ویدئویی در سبک پلتفرمینگ است که توسط شرکت "آرک دولوپمنتز" تولید و به وسیله "یو.اس. گولد" برای ام اس داس و کنسول‌های پلی استیشن، ۳دی‌او و سگا ساترن در سال ۱۹۹۶ منتشر شد. بعضی از نسخه‌های بازی نیز همراه با سی دی موسیقی‌های داخل بازی منتشر گردید.

## خلاصه داستان
بازی در مورد قهرمانی به نام "جانی بازوکاتون" است که در سال ۲۰۲۵ و در یک زندان به نام Sin Sin توسط "ال دیابلو" (ارباب دنیای زیرین) زندانی گردیده است. ال دیابلو گیتار معروف جانی به نام «آنیتا» را از او گرفته و اکنون جانی باید برای پس گرفتن گیتار خود اقدام کند.

## گیم پلی
این بازی در سبک پلتفرمینگ می‌باشد و قهرمان بازی که جانی بازوکاتون نام دارد توانایی حرکت ۳۶۰ درجه را دارا می‌باشد. او همچنین از گیتار خود به عنوان اسلحه علیه دشمنان استفاده می‌کند که اسلحه او قدرت خاصی را آزاد کرده و قادر به سوزاندن تمام دشمنان موجود در صحنه می‌باشد. جانی در طی مراحل بازی اسلحه‌ها و قدرت‌های بیشتری را نیز پیدا می‌کند. مراحل این بازی عبارتند از: "هتل دمونیک"، "آشپزخانه جهنمی" و "پنت هاوس ال دیابلو".

## بازتاب‌ها
| ناشر                    | امتیاز               |
| ----------------------- | -------------------- |
| الکترونیک گیمینگ مانثلی | ۷٫۶۲۵/۱۰ (پلی‌استیشن) |
| آی‌جی‌ان                  | ۵/۱۰ (پلی‌استیشن)     |
| مجله ماکسیموم           | (ساترن، پلی‌استیشن)   |
| مجله سگا ساترن          | ۵۳٪ (ساترن)          |
| مجله پی‌سی جوکر          | ۷۶٪ (داس)            |
| مجله پاور پلی           | ۶۸٪ (داس)            |
| Now Gamer               | ۷٫۱/۱۰ (پلی‌استیشن)   |

ماهنامه " الکترونیک‌گیمینگ" به نسخه پلی استیشن بازی میانگین نمره ۷٫۶۲۵ را داده و از «گرافیک پر جزئیات، حرکت‌های متنوع شخصیت بازی و درجه سختی مراحل بازی» تمجید کرده و گفته است: «اگر به دنبال یک بازی عالی "ساید اسکرولینگ" هستید، جانی بازوکاتون در انتظار شماست.»
مجله گیم پرو در خلاصه‌ای از نقد بازی به گرافیک و موزیک زیبای آن اشاره و کنترل بازی را در بعضی مواقع ضعیف ارزیابی کرده است. مجله ماکسیموم از قابلیت شناسایی اسپرایت ضعیف و طراحی مراحل بی‌روح و کسل کننده بازی انتقاد نموده است.
"سام هیکمن" منتقد مجله سگا ساترن در مورد بازی نوشته: «سیصد ساعت بازی اکشن و پلتفرمینگ خسته کننده و کسالت بار که تاکنون تولید شده است» و در نهایت از کیفیت پایین اسپرایت‌ها و هوش مصنوعی دشمنان بازی انتقاد نموده و اعتقاد دارد در کل این بازی حس یک گیم تاریخ مصرف گذشته را به بازیباز می‌دهد. "اسکیری لری" از گیم پرو ضمن انتقاد از سختی آزار دهنده بعضی قسمت‌ها به ویژه قسمت‌های تیراندازی بر روی سکوهای متحرک، در نهایت از موسیقی، اسپرایت‌های رندر شده و گرافیک بازی اظهار رضایت کرده و گفته: «طرفداران بازی‌های خنده دار Earthworm Jim و Donkey Kong Country که دنبال مخلوطی از این دو می‌گردند، باید این بازی را امتحان کنند.»
مجله ماکسیموم ضمن مقایسه نسخه‌های پلی استیشن و سگا ساترن از داستان کلی ضعیف، اسپرایت‌های کوچک، گرافیک قدیمی و مربوط به نسل قبل، هوش مصنوعی پایین و معماهای ناکارآمد بازی انتقاد کرده است.